# Sideritis pusilla
Sideritis pusilla là một loài thực vật có hoa trong họ Hoa môi. Loài này được (Lange) Pau miêu tả khoa học đầu tiên năm 1906.

## Hình ảnh

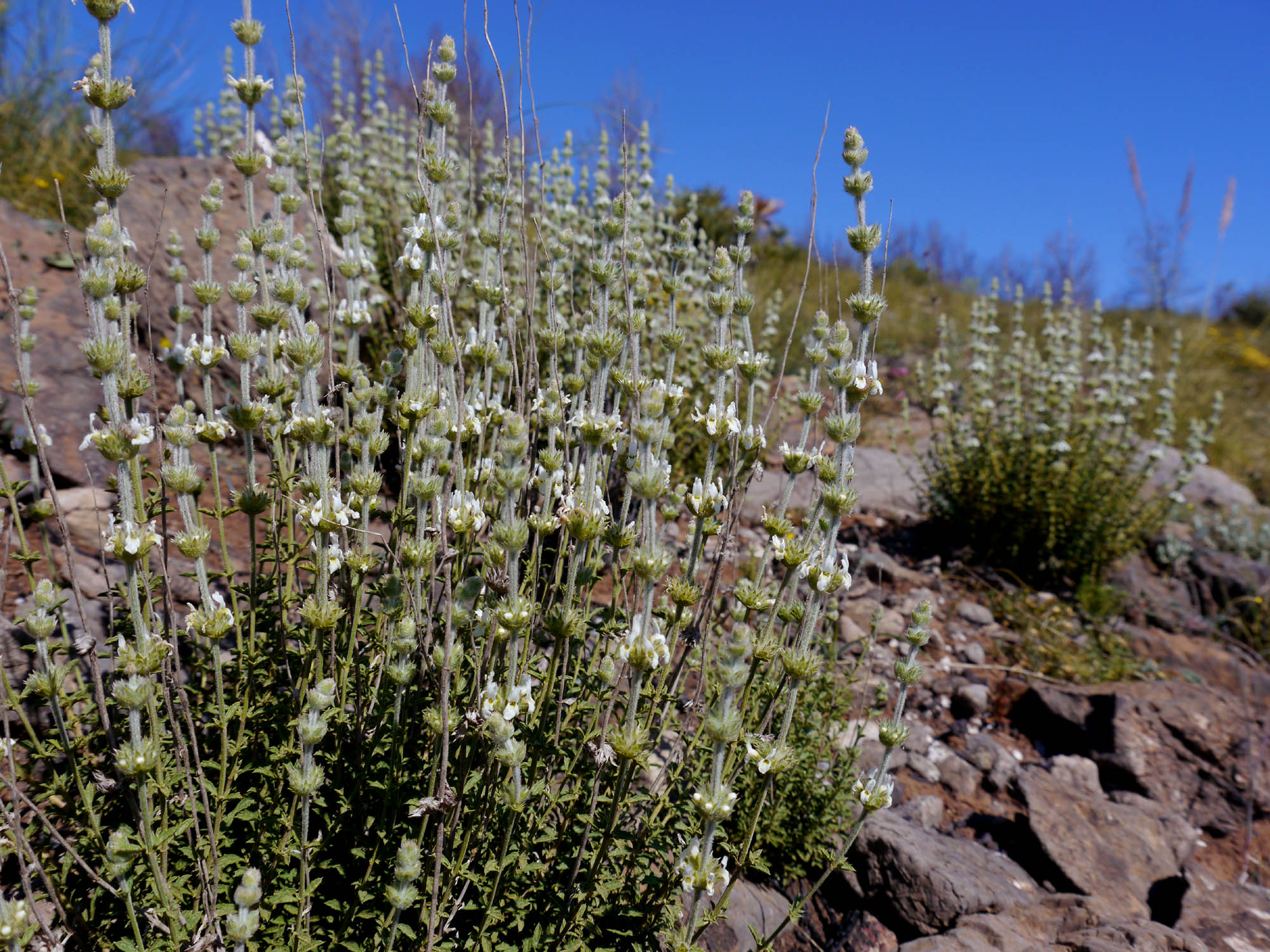